# 北代遺跡
座標: 北緯36度43分03秒 東経137度11分10秒 / 北緯36.71750度 東経137.18611度

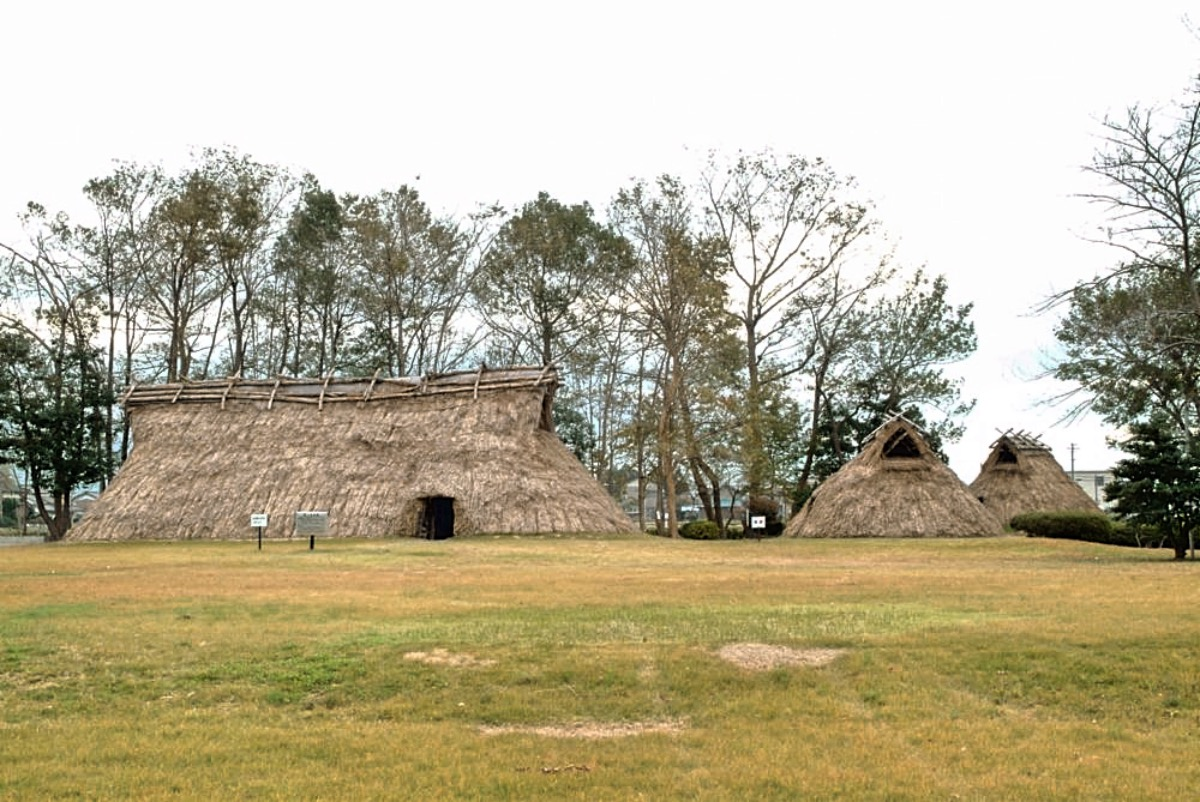
北代遺跡

北代遺跡（きただいいせき）は、富山県富山市北代字大畑にある縄文時代中期後葉（約4500年前）を中心とした大規模な環状集落跡、および旧石器時代から平安時代にかけての遺構を含む複合遺跡である。1984年1月4日、国史跡に指定された。縄文集落遺跡としては富山県内最大規模である。

## 概要
1907年、北陸地方の遺跡・遺物調査のために富山県を訪れた吉田文俊によって発見された。呉羽丘陵の北端にある。
過去の調査で、東西280メートル・南北200目の範囲に、75棟以上もの縄文時代の竪穴建物跡や、中央部において4棟以上の高床建物跡などが確認されている。主な遺物としては、縄文土器や土偶、石器（石鏃・磨製石斧・打製石斧・凹石・石皿など）、垂飾品、動物遺存体（獣骨魚骨）、植物遺存体などがある。これらの遺物には、縄文時代のものだけでなく、弥生時代や奈良時代、平安時代などのものも含まれる。縄文時代中期における掘立柱建物跡が確認されたのは、富山県内では北代加茂下Ⅲ遺跡に次いで2例目である。遺跡は現在「富山市北代縄文広場」として整備されており、ここで復元された竪穴建物などが見られる。

## 富山市北代縄文広場
1996年より4億1,500万円の予算かけて整備され、1999年4月28日にオープンした（一般開放は翌日の4月29日）。15,000m2の広場内にある北代縄文館の館内では、復元された竪穴建物にて縄文時代の生活紹介や出土品などの展示を行っている。また体験工房も併設している。屋外広場には、復元された竪穴建物が5棟（オープン当時は土屋根の竪穴建物としては国内3例目であった）、高床建物1棟などがある。